# Алтенхолц
Алтенхолц (њем. Altenholz) општина је у њемачкој савезној држави Шлезвиг-Холштајн. Једно је од 165 општинских средишта округа Рендсбург-Екернферде. Према процјени из 2010. у општини је живјело 9.889 становника. Посједује регионалну шифру (AGS) 1058005.

## Географија
Алтенхолц се налази у савезној држави Шлезвиг-Холштајн у округу Рендсбург. Општина се налази на надморској висини од 18 метара. Површина општине износи 19,0 km².

## Становништво
У самом мјесту је, према процјени из 2010. године, живјело 9.889 становника. Просјечна густина становништва износи 520 становника/km².

## Међународна сарадња
| Мјесто    | Држава    | Врста сарадње | Од    |
| --------- | --------- | ------------- | ----- |
| Шаторенар | Француска | партнерство   | 1991. |
| Аубибро   | Данска    | партнерство   | 1989. |
| Извор     |           |               |       |